# Roviaí
Roviaí är en ort i Grekland.   Den ligger i prefekturen Nomós Evvoías och regionen Grekiska fastlandet, i den centrala delen av landet, 100 km norr om huvudstaden Aten. Roviaí ligger 75 meter över havet och antalet invånare är 1 206. Den ligger på ön Euboia.
Terrängen runt Roviaí är kuperad. Havet är nära Roviaí åt sydväst.  Närmaste större samhälle är Istiaía, 16,9 km norr om Roviaí. 